# Gare du Mesnil-Villement
Gare du Mesnil-Villement vasútállomás Franciaországban, Le Mesnil-Villement településen.

## Vasútvonalak
Az állomást az alábbi vasútvonalak érintik:
- Falaise–Berjou-vasútvonal

## Kapcsolódó állomások
A vasútállomáshoz az alábbi állomások vannak a legközelebb: